# Dian Fossey
Dian Fossey (São Francisco, 16 de janeiro de 1932 - Montanhas Virunga (Ruanda), 26 de dezembro de 1985) foi uma zoóloga americana, conhecida pelo seu trabalho científico e de conservação com os gorilas das Montanhas Virunga, em Ruanda e no Congo.

## Biografia
Inspirada pelos escritos do naturalista e conservacionista George B. Schaller, decidiu estudar os gorila-das-montanhas em extinção na África.
Dian Fossey recebeu instrução em trabalho de campo com chimpanzés da especialista Jane Goodall, e começou a assistir e registrar o comportamento de gorilas-das-montanhas. O trabalho dela levou-a para o então Zaire e depois para Ruanda onde abriu o centro de Pesquisa Karisoke.
Após anos de observação paciente, os gorilas vieram a conhecer e confiar nela, e Fossey descobriu que podia sentar-se no meio de um grupo e até mesmo brincar com os jovens. Conheceu os animais como indivíduos e até mesmo deu nomes a eles.
Em 1980, foi para Inglaterra e ingressou na Universidade de Cambridge onde obteve um doutorado em zoologia. Depois obteve uma posição como professora na Universidade de Cornell em Nova Iorque, onde escreveu sobre suas experiências em Ruanda.
No ano seguinte retornou ao Centro de pesquisa Karisoke para continuar sua pesquisa e trabalho de campo.
Quando seu gorila favorito, Digit, foi morto para obtenção de suas mãos (com as quais se fazem cinzeiros), Fossey começou uma campanha contra a atividade. Seus discursos, infelizmente, tornaram-na um alvo da violência por parte dos caçadores furtivos e dos elementos corruptos do exército do Ruanda. Em 1985 Dian foi encontrada morta em sua cabana, fruto de um assassinato. Ninguém jamais achou o seu assassino, embora suspeitem que seja um caçador de gorilas.
O seu legado  mantém-se vivo em várias organizações e sociedades dedicadas a salvar da extinção esses primatas. Graças ao trabalho de Fossey, a consciência do mundo para com a extinção do gorila-das-montanhas aumentou, e os animais são protegidos agora pelo governo ruandês e várias organizações de conservação internacionais, inclusive o The Dian Fossey Gorilla Fund International.

## Filme
Em 1988, foi lançado o filme Gorillas in the Mist: The Story of Dian Fossey, que trata do período em que a zoóloga esteve na África estudando o gorila-das-montanhas e mostra seus primeiros contatos com esses animais.